# 志染町戸田
志染町戸田（しじみちょうとだ）は、兵庫県三木市にある大字。郵便番号は673-0514.

## 地理

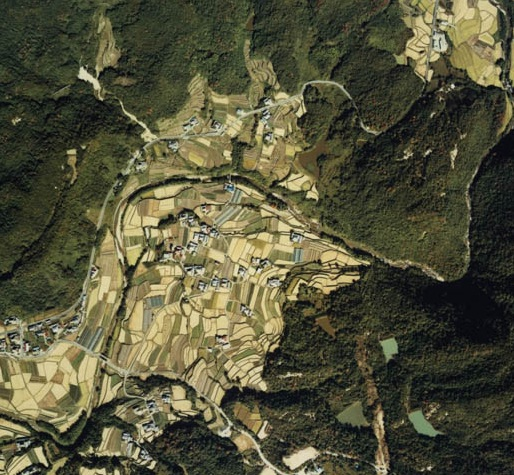
1979年度の志染町戸田

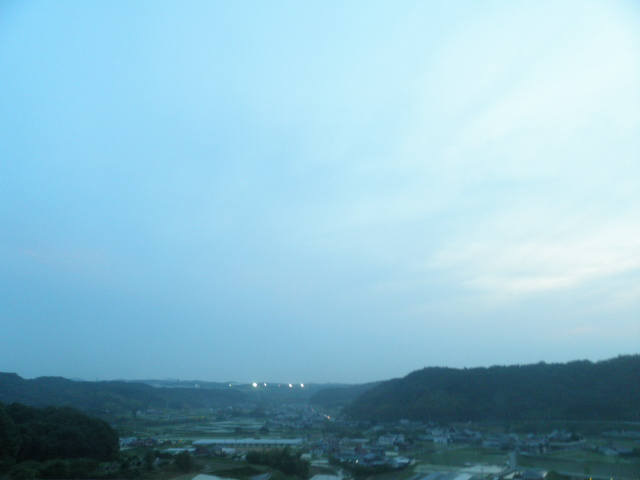
志染町戸田の街並み（2011年撮影）

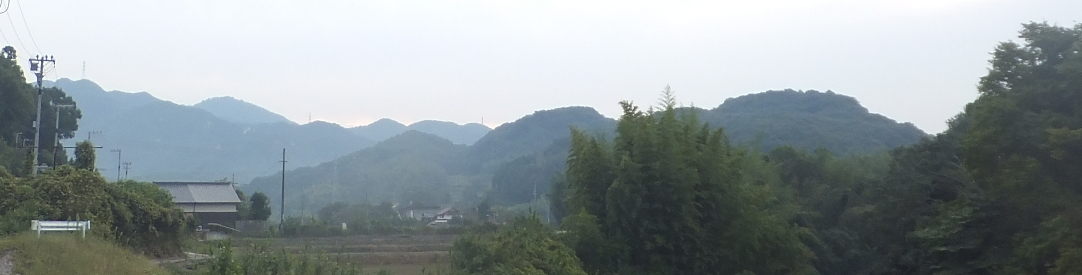
地内にある六甲山地

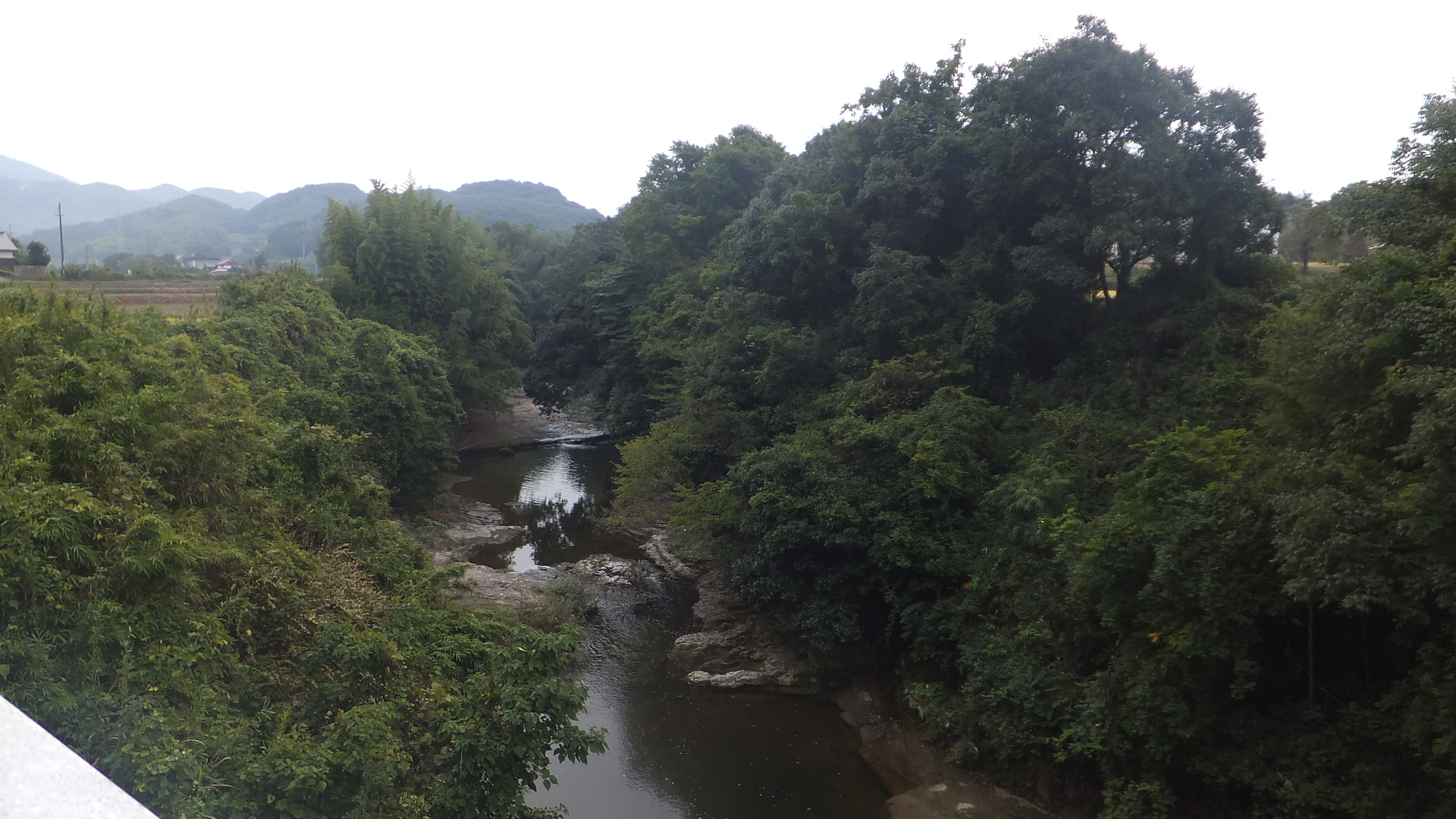
淡河川

元々は大戸田村と小戸田村として分かれていたが、1876年に合併して戸田になった。志染地区の東側、六甲山地の西側、淡河川の沿岸北側に位置しており、ひょうご情報公園都市が立地している。渡来人がこの地を与えられて住んでいた伝承があり、三木市教育委員会の発掘によって、小戸田から古墳時代の住居跡が発見されている。東部と南部は六甲山地の西側である。志染町の東側に位置する。東側は神戸市北区淡河町勝尾・淡河町野瀬、西側は志染町御坂、南側は志染町三津田、北側は志染町大谷と接する。

### 地名の由来
丹生山の麓の地形が戸棚に見えることから古くから居住している住民が「戸田」と名付けたとされている。さらに、かつて湖であった淡河を農地を広げるために干拓し、その敷地が渡来人に提供されたことから、この田んぼが「奴田」と呼ばれるようになり、それが転訛したという説もある。

### 風景
現在は兵庫県道38号三木三田線の沿線上に住宅地と農地が混在しており丹生山の麓に棚田が広がる農業地帯で、米と菊を栽培しており、至る所にビニールハウスがある。北部の谷間には大小多数のため池が立地している。
北側にはひょうご情報公園都市が進出しており、工業・物流の拠点となっている。東側は六甲山地の麓に山陽自動車道木見支線が通過している。

## 旧村の概要
- 大戸田村 - 「おった」と呼ばれていた。淡河の手前、小戸田村の西側、淡河川の流域に位置している。
- 小戸田村 - 「こった」と呼ばれていた。大戸田村の東側、淡河川の流域に位置している。

## 人口・世帯数
| 年            | 人口 | 前年比増減 | 増加率 | 世帯 | 前年比増減 | 増加率 |
| ------------- | ---- | ---------- | ------ | ---- | ---------- | ------ |
| 2003年3月31日 | 465  | -          | -      | 134  | -          | -      |
| 2004年3月31日 | 464  | -1         | -0.00  | 137  | 3          | 0.00   |
| 2005年3月31日 | 457  | -7         | -0.02  | 135  | -2         | -0.01  |
| 2006年3月31日 | 446  | -11        | -0.02  | 131  | -4         | -0.03  |
| 2007年3月31日 | 439  | -7         | -0.02  | 130  | -1         | -0.01  |
| 2008年3月31日 | 430  | -9         | -0.02  | 131  | 1          | 0.01   |
| 2009年3月31日 | 415  | -15        | -0.03  | 132  | 1          | 0.01   |
| 2010年3月31日 | 404  | -11        | -0.03  | 133  | 1          | 0.01   |
| 2011年3月31日 | 388  | -16        | -0.04  | 133  | 0          | 0      |
| 2012年3月31日 | 372  | -16        | -0.04  | 135  | 2          | 0.01   |

## 歴史

### 成立から町村制施行まで
- 1617年 - 明石藩領となる[3]
- 1876年 - 大戸田村と小戸田村が合併して戸田村になる[3]。

### 町村制施行以降
- 1889年 - 町村制施行により、戸田村から美嚢郡志染村大字戸田になる。
- 1954年7月1日 - 三木市へ編入され、三木市志染町戸田になる[16]。

### 字域の変遷
| 実施前               | 実施年       | 実施後           |
| -------------------- | ------------ | ---------------- |
| 美嚢郡志染村大字戸田 | 1954年7月1日 | 三木市志染町戸田 |

## 施設
- ひょうご情報公園都市
- 専応寺[3][4]
- 明神宮
- 勝龍寺[3][4]
- 雲興寺 - 1532年に創立され、1606年に再興した[3][4]。
- 大宮神社[3]
- 厄除神社
- 「常吹かぬ風に老木の落葉哉」の句碑[4]
- 淡河川疏水 第13号隧道[17] - 1891年に竣工、翌年の豪雨により損壊したが、1893年から1894年にかけて復旧した。

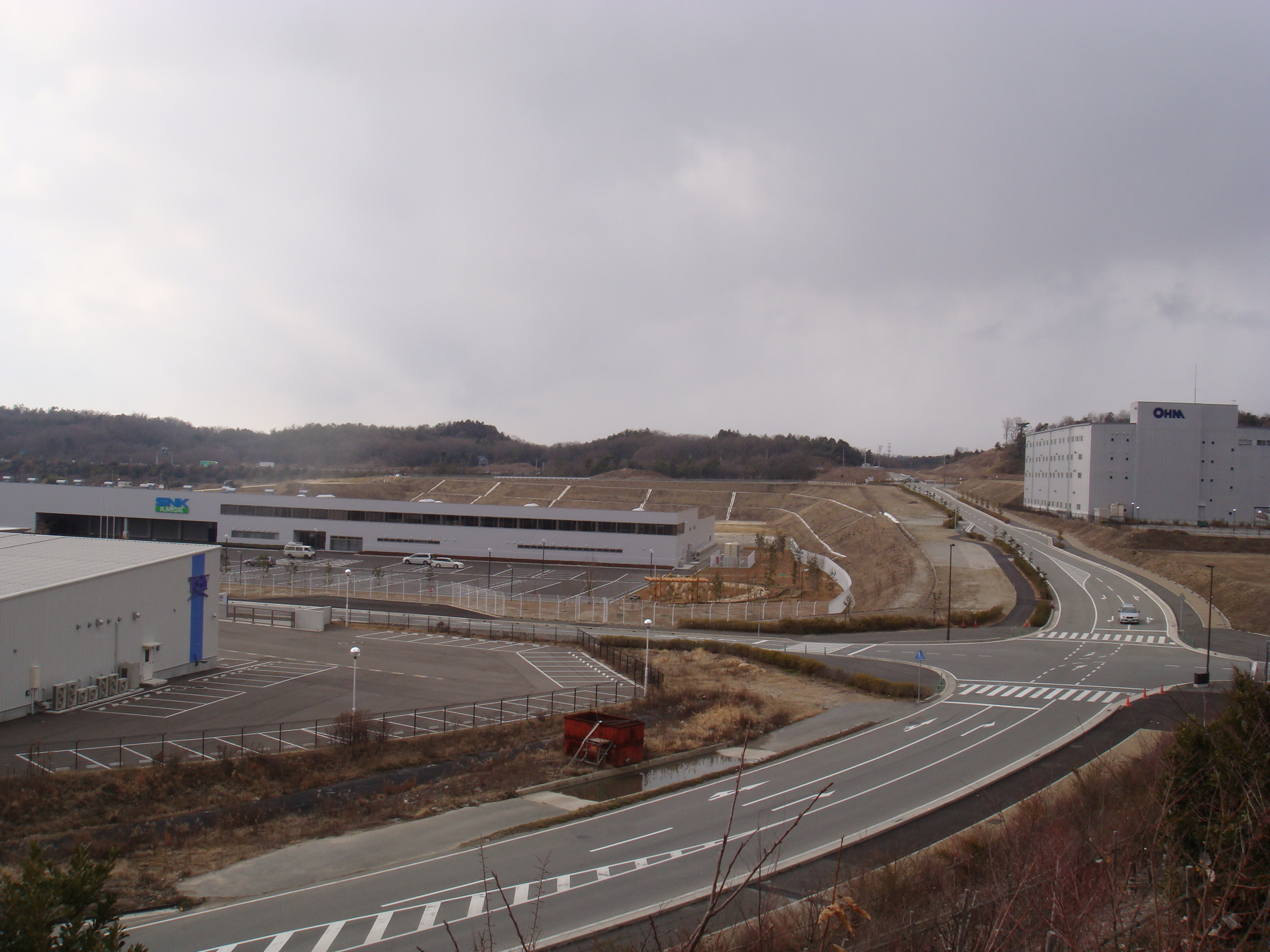
ひょうご情報公園都市

## 小・中学校の学区
| 大字       | 番地 | 小学校             | 中学校               |
| ---------- | ---- | ------------------ | -------------------- |
| 志染町戸田 | 全域 | 三木市立志染小学校 | 三木市立緑が丘中学校 |

## 交通

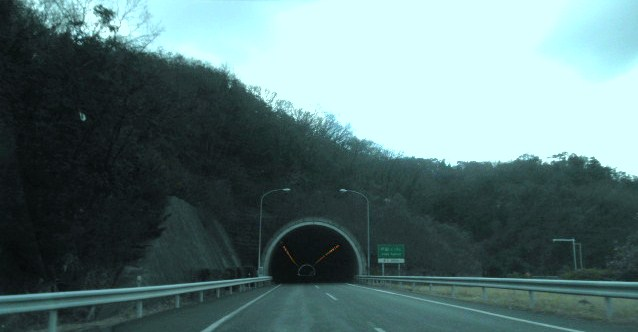
三津田トンネル

### 鉄道
地内には鉄道は通っていない。

### バス
- 神姫バス
- みっきぃバス

### 道路
- 山陽自動車道木見支線（通過のみ）
  - 三津田トンネル
  - 戸田トンネル
- 兵庫県道38号三木三田線
  - 志染バイパス（事業中・未開通かつ未着手） - 三木市大塚から志染町窟屋までは開通しているが、最終的にはこの地内まで開通させる予定である[19]。

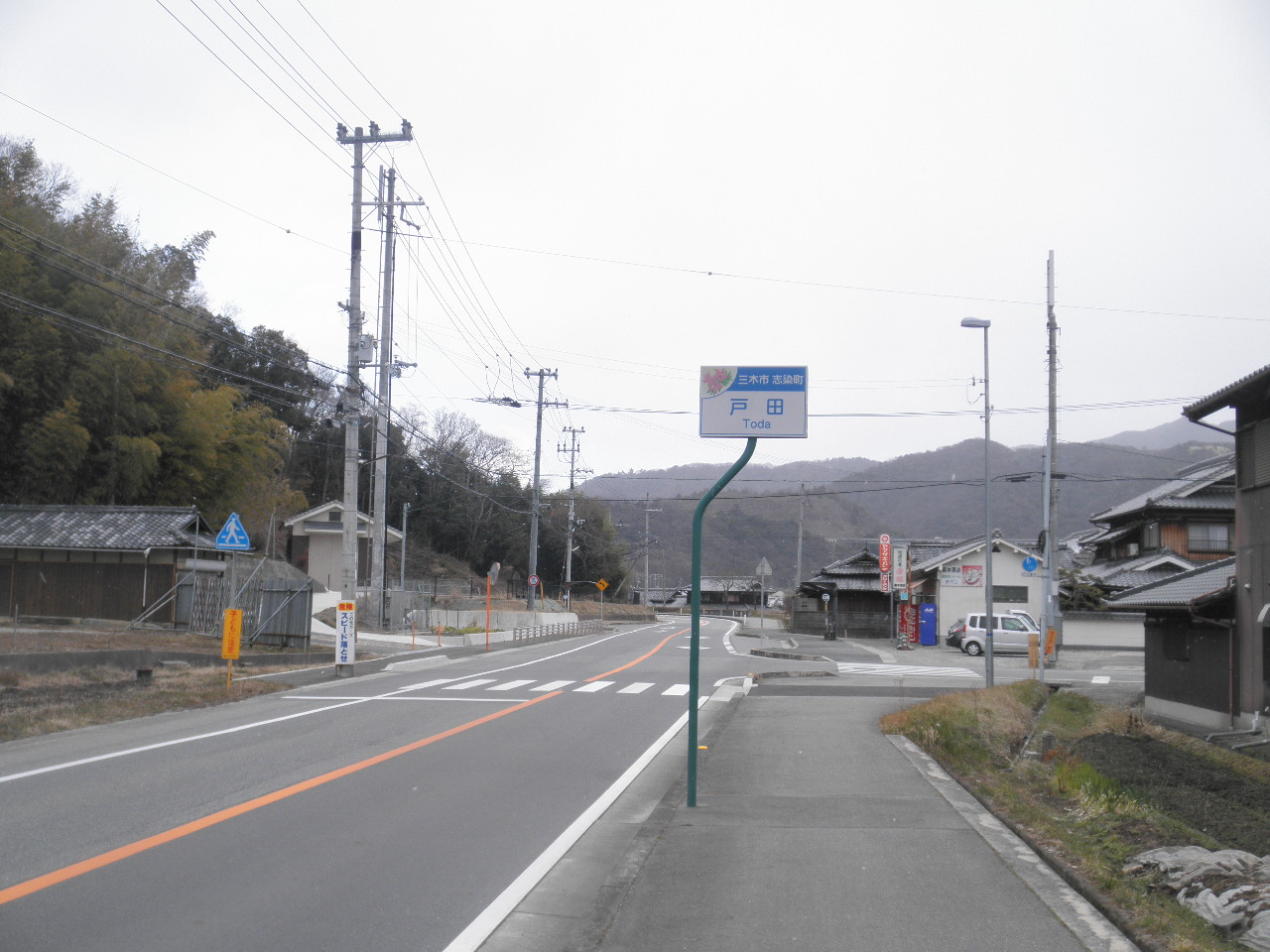
兵庫県道38号三木三田線